# كونراد ماجنوسون
كونراد ماجنوسون (بالإنجليزية: Conrad Magnusson)‏ هو منافس ألعاب قوى أمريكي، ولد في 18 أغسطس 1874 في كريستيانية في النرويج، وتوفي في 14 سبتمبر 1924 في شيكاغو في الولايات المتحدة.

## وصلات خارجية
- كونراد ماجنوسون على موقع أوليمبيديا (الإنجليزية)